# Дарфур (плато)
Дарфур е полупустинно плато в западната част на Судан, разположено между котловината на езерото Чад на запад и по-ниско разположеното плато Кордофан на изток. Названието „плато“ е условно, тъй като в релефа преобладават цокълните равнини, разположени на различни нива, които са изградени от древни кристалинни скали и представляват части от Африканската платформа. Всички те са изпъстрени с множество остатъчни островни масиви. Централната част на платото се заема от изгасналия вулкан Мара (3088 m), най-високата точка на платото и на Судан. Климатът е екваториален, мусонен, горещ, с дълъг 8 – 9 месеца сух сезон. Годишната сума на валежиете е 500 – 600 mm. Реките стичащи се от платото са епизодични и в тях тече вода само през краткия дъждовен период. На запад временните реки (най-голяма Азум) принадлежат към басейна на езерото Чад, а на юг – към водосборния басейн на Бели Нил. Растителността е представена от типични и опустинени савани.